# Брентуд (Ню Хампшър)
Вижте пояснителната страница за други значения на Брентуд.
Брентуд (на английски: Brentwood) е град в САЩ, щата Ню Хампшър. Административен център е на окръг Рокингам. Населението на града е 4680 души (по приблизителна оценка от 2017 г.).